# Kyros (Name)
Kyros ist ein männlicher Vorname.

## Herkunft und Bedeutung
Beim Namen Kyros, altgriechisch Κῦρος Kyros, handelt es sich um eine gräzisierte Variante des altpersischen Namens 𐎤𐎢𐎽𐎢𐏁 kᵘurᵘuš. Die Etymologie des Namens ist umstritten. Möglicherweise besteht ein Zusammenhang mit dem altindischen Kúru-, das vermutlich „Demütiger des Gegners im verbalen Wettstreit“ bedeutet. Eine andere Theorie der Bedeutung von Kúru- ist „Kind“, „jugendlich“, „jung“. Die von klassischen Autoren angegebene Bedeutung „Sonne“ ist etymologisch gesichert inkorrekt.
Im Frühen Christentum wurde der Name mit dem griechischen κύριος kyrios „Herr“, „Meister“ in Verbindung gebracht.

## Varianten

### Männliche Varianten
- Englisch: Cyrus
  - Diminutiv: Cy
- Französisch: Cyr
  - Provenzalisch: Ceri, Cerí
  - Languedokisch: Ceri
- Griechisch: Κῦρος Kyros
- Hebräisch: כֹּרֶשׁ kōræš, כּוֹרֶשׁ kōræš
- Italienisch: Ciro
  - Diminutiv: Cirino
- Latein: Cyrus
- Persisch: کورش kuroš
  - Altpersisch: 𐎤𐎢𐎽𐎢𐏁 kᵘurᵘuš
- Portugiesisch: Ciro
- Russisch: Кир Kir
- Spanisch: Ciro
  - Diminutiv: Cirino

### Weibliche Varianten
- Belarusisch: Кіра Kira
- Englisch: Kyra
- Finnisch: Kiira
- Italienisch: Cira
- Portugiesisch: Cira
- Russisch: Кира Kira
- Spanisch: Cira
- Ukrainisch: Кіра Kira
- Ungarisch: Kíra

## Namensträger
- Kyros der Jüngere († 401 v. Chr.), persischer Heerführer
- Kyros I. (ca. 657–600 v. Chr.), vierter König des altpersischen Achämenidenreichs
- Kyros II. († 530 v. Chr.), Begründer des altpersischen Weltreiches
- Kyros von Alexandria (4. Jh.), frühchristlicher Märtyrer und Heiliger
- Kyros von Panopolis (5. Jh.), spätantiker römischer Beamter, Konsul und Dichter
- Kyros I. von Phasis († um 642), Patriarch von Alexandria
- Kyros, Patriarch von Konstantinopel (706–712)
- Kyros Vassaras (* 1966), griechischer Fußballschiedsrichter